# Icoana
Icoana is een Roemeense gemeente in het district Olt.
Icoana telt 2012 inwoners.